# Словенская музыка
Словенская музыка — музыкальная культура Словении, неотъемлемая часть западноевропейской музыкальной культуры, тесно связана с музыкой соседних стран, преимущественно Австрии, северной Италии и Хорватии.

## История
Древнейшим известным музыкальным инструментом была флейта из Дивье Бабе — артефакт, найденный в пещере близ словенского городка Церкно. Её возраст оценивается примерно в 55 000 лет.
Историю современной словенской музыки можно отследить вплоть до V в н. э., когда в Карантании начало распространяться христианство. Зарождались литургические гимны (kyrie eleison).
В течение периода средневековья светская музыка была столь же популярной, как и церковная, в том числе и бродячие миннезанги. В 1498 году во время протестантской реформации, директором Венского хора мальчиков стал крайненский дирижёр и композитор из города Ново-Место Юрий Слатконя.
Профессиональная музыка в Словении возникла довольно рано, о чём свидетельствуют источники XIV—XV вв. Сначала профессиональное музыкальное искусство развивалось в монастырях (XII—XIV вв.), а в XV в. при церквях образовывались певчие школы. Среди первых композиторов — Я. Галлус (культовые и светские многоголосые произведения). Однако, на развитии национальной музыки сказалась насильственная германизация словенских земель. Словенская музыка в XVI—XVII вв. имеет признаки влияния церковной музыки, а в XVIII в. — итальянской и венской музыкальных школ. В Словении, как и в соседней Хорватии, распространение идей иллиризма (1830-е годы) вызвало усиленный интерес ко всему народному, в частности к народной музыке. В XVIII в. музыкальным центром становится Любляна, где в 1701 году основана филармоническая академия (с 1794 — Филармоническое общество, при нём с 1816 — музыкальные классы, впоследствии преобразованные в музыкальную школу), с 1765 — Сословный театр. Первую оперу на словенском языке было создано в конце XVIII в. Авторами первых опер были Я. Зупан («Белин», 1780, не поставлена), Я. Новак («Фигаро», 1790).
Среди словенских композиторов XIX в. интересные произведения Д. Енка (1835—1914 гг.), написавшего немало патриотических народных песен, Б. Ипавца (1829—1909 гг.) и Ф. Гербича (1840—1912 гг.), широко использовавших в своих вокальных и оркестровых произведениях народные песенные мотивы. В середине XIX в. в музыке Словении утвердился национальный романтический стиль (Ю. Флейшман, М. Вилхар, Г. и К. Машека). Развитию музыкального искусства способствовало музыкальное общество «Глазбена матица» (1872, Любляна), которое открыло музыкальную школу, организовало хор, симфонический оркестр. В 1892 году в Любляне открыт Словенский театр, в котором были поставлены национальные оперы и оперетты Ф. Гербича, Б. Ипавца, А. Ферстера, Р. Савина, Г. Крэка, Е. Адамича, А. Лайовица.
В 1919 году создана консерватория (с 1924 — Государственная консерватория, с 1939 — Академия музыки), Музыкально-исторический институт (1934), филармония (1936-41). Среди композиторов 20-30-х гг. — М. Когой, С. Остерц (основоположник современной композиторской школы), Б. Арнич, М. Бравничар, М. Козина. Создана Словенская филармония (1947; с симфоническим оркестром и хором), хор и эстрадный оркестр при Люблянском радио и телевидении, Институт музыковедения при Люблянском университете. Среди современных музыкантов — композиторы Д. Швара, П. Рамовш, И. Петрич; дирижёры С. Хубад, Д. Жебре; пианисты и композиторы Д. Томишич, М. Липовшек; скрипач И. Озим; певцы Р. Францл, Л. Корошец; певица В. Буковец (гастролировала в Киеве, во времена УССР).

## Народная музыка
В сознании многих иностранцев словенская народная музыка отождествляется с т. н. словенской полькой, которая все ещё популярна и сейчас, особенно среди эмигрантов и их потомков. Однако кроме хорошо известных польки и вальса есть немало других стилей словенской народной музыки: круг, лендер, штаериш, мафрине и шалтин, которыми, однако, не исчерпывается перечень традиционных музыкальных стилей и танцев Словении.

### Вокальная
Для народных песен Словении характерные диатоника, преобладание мажора, переменные метры, многоголосие. Сельское гармоничное пение — глубоко укоренившаяся традиция в Словении. Пение, по меньшей мере, четырёхголосное, а в некоторых местностях поют даже на девять голосов. Тем самым словенские народные песни обычно звучат мягко и гармонично и очень редко — в минорном тоне.

### Инструментальная
Типичная словенская народная музыка исполняется на штирийской гармонике (самый старый тип аккордеона), скрипке, кларнете, цитре, флейте, а также духовыми оркестрами альпийского типа. Традиционная словенская музыка включает различные виды музыкальных инструментов, таких как:
- Штирийская гармоника
- Контра
- Цимбалы
- Цитра
- Тамбура
- Народная скрипка
- Виолончель
- Гайда[2]
- Духовые инструменты
- Кларнет
- Челюстная арфа
- Окарина
- Клопотец
- Многоствольная флейта
- Псалтирь
- Бубен

Музыканты, возрождающие фольнародную музыку: «Volk Volk», «Kurja Koža», «Marko Banda», «Katice», «Bogdana Herman», «Ljoba Jenče», «Vruja», «Trinajsto praše», «Šavrinske pupe en ragacone», «Musicante Istriani» и «Tolovaj Mataj».
Одним из лучших словенских диатонических аккордеонистов является Нейц Пачник, который дважды выигрывал чемпионат мира по игре на аккордеоне в 2009 и 2015 годах.

### Словенскоекантри
Начиная с 1952 г.. в теле- и радиопередачах, в кино и на концертах по всей Западной Германии начал появляться группа Славка Авсеника. Коллектив изобрёл оригинальное звучание, которое стало основным механизмом этнического музыкального выражения не только в Словении, но и в Германии, Австрии, Швейцарии и Бенилюксе. Группа создала около 1000 оригинальных произведений, являющихся неотъемлемой частью наследия словенского стиля польки. Слава и его брат Вилко обычно входят в пионеров словенской народной музыки, закрепив свой стиль в 1950-х гг.. Многие музыканты пошли по стопам Авсеника, одним из самых известных среди них есть Лойзе Слак.

## Популярная музыка

### Современная музыка
Среди популярных в Словении музыкантов, работающих в стилях поп-, рок-, индастриал— и инди-музыки наиболее отличается индастриал-группа Laibach начала 1980-х годов, а с совсем недавних пор- словенская акапельная поп-группа Perpetuum Jazzile.

#### Этническая музыка
Группа «Begnagrad» Братко Бибича1970-х гг. считается одной из тех, которые оказали определяющее влияние на современную этническую музыку, а уникальный аккордеонный стиль Бибича, а часто и без аккомпанемента сделали его также сольной звездой.

#### Панк-рок
В Титовской Югославии Словения была центром панк-рока. Самыми известными представителями этого жанра были «Pankrti», «Niet», «Lublanski Psi», Čao Pičke, Via Ofenziva, Tožibabe и «Otroci Socializma».

#### Техно и техно-хаус
Словения также дала миру двух известных ди-джеев : DJ Umek и Valentino Kanzyani, специализирующихся на техно и тек-хаус.

### Музыка кино
Композитором музыки к 170 фильмам был Боян Адамич (1912—1995).

## Фестивали
В Словении с 2013 года проводится фестиваль украинской культуры «Берегиня». В рамках V международного фестиваля украинской культуры «Берегиня» в 2018 году состоялся международный конкурс на лучшее исполнение украинской песни «Украинские романсы в Словении». В городе Чрномель проходит старейший фольклорный фестиваль "54. Jurjevanje v Beli krajini ", который в 2017 претендовал на звание первого мероприятия в Словении, проведённого без бытовых отходов. В Любляне 1 января 2017 проходил очень нетривиальный фестиваль, на котором можно было увидеть свето- и пиротехнические шоу, выступления уличных актёров под открытым небом, послушать рождественские песни в хоровом исполнении и т. д., а 31 января — 2 февраля 2018 в столице Словении проводился крупнейший фестиваль электронной музыки в Центральной Европе «MENT Ljubljana».